# Maciej Jakubowski

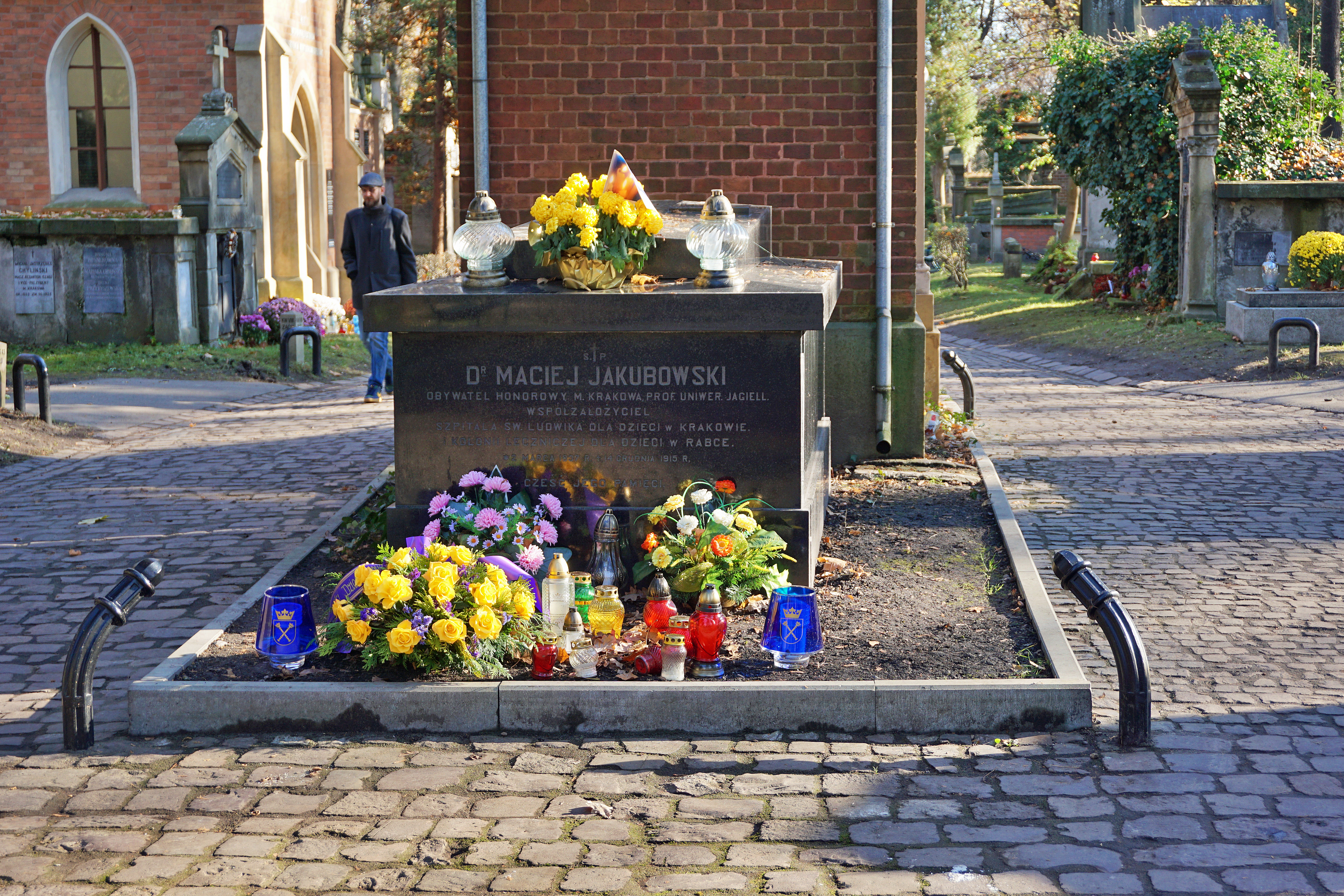
Grobowiec Macieja Jakubowskiego na Cmentarzu Rakowickim w Krakowie

Maciej Leon Jakubowski (ur. 2 marca 1837 w Krakowie, zm. 14 grudnia 1915 tamże) − lekarz pediatra, rektor Uniwersytetu Jagiellońskiego, honorowy obywatel Krakowa.

## Życiorys
Był szóstym z kolei dzieckiem Ludwika urzędnika Senatu Wolnego Miasta Krakowa i Balbiny z Żelkowskich. Dziadek Maciej Topór Jakubowski (1747−1825) był lekarzem, stryj Jakub Józef Jakubowski (1796−1886) profesorem Wydziału Lekarskiego UJ, po śmierci ojca opiekunem prawnym Macieja. W 1855 ukończył Gimnazjum św. Anny. 25 czerwca 1861 uzyskał dyplom doktora medycyny na wydziale Lekarskim UJ. Przy pomocy stryja odbył staże w szpitalach dzieciecych Wiednia, Pragi i Paryża. W Pradze napisał swoją pierwszą pracę O badaniu dróg oddechowych niemowląt. Jako pierwszy w Polsce lekarz habilitował się z pediatrii w 1864 na podstawie pracy O niestrawności u niemowląt w tym samym roku będąc współtwórcą pierwszej w Polsce Kliniki Pediatrycznej UJ. W latach 1873−1907 wykładał jako profesor, w 1889 pełnił funkcję dziekana Wydziału Lekarskiego, w roku akademickim 1900−1901 rektor UJ. W 1873 był profesorem nadzwyczajnym dopiero w 1895 roku został profesorem zwyczajnym był to pewnego rodzaju wyjątek, bowiem w tym czasie w monarchii austriacko-węgierskiej nie istniały zwyczajne katedry pediatrii. Był współzałożycielem i prezesem Krakowskiego Towarzystwa Lekarskiego oraz członkiem Towarzystwa Naukowego Krakowskiego; po przeobrażeniu się tej instytucji w Akademię Umiejętności został − wobec ograniczonej statutowo liczby członków zwyczajnych − członkiem nadzwyczajnym Akademii (podobnie jak pozostali członkowie Towarzystwa Naukowego Krakowskiego, których nie wybrano w poczet członków zwyczajnych Akademii Umiejętności; wraz ze śmiercią Jakubowskiego wygasła kategoria członków nadzwyczajnych Akademii). 
W latach 1875−1887 radny miasta Krakowa. 6 lutego 1908 zaliczony w poczet Honorowych Obywateli Krakowa.
W 1872 przy pomocy Marceliny Czartoryskiej założył w Krakowie Towarzystwo Opieki Szpitalnej dla Dzieci, w 1876 z pomocą wspomnianego towarzystwa założył Szpital św. Ludwika  dla dzieci przy ulicy Strzeleckiej 2, dwa lata później w 1878 jego filię w Rabce pod nazwą Kolonia Lecznicza św. Józefa.
Jako jeden z pierwszych klinicystów w Europie wprowadził w 1894 i upowszechnił seroterapię w błonicy. Był zwolennikiem medycyny zapobiegawczej i leczenia balneologicznego u dzieci. Uważany za twórcę polskiej szkoły pediatrycznej. Współpracownik „Przeglądu Lekarskiego”, autor ponad 20 prac naukowych.
Żonaty z Józefą z Helclów (zm. 1879). Zmarł bezpotomnie w wyniku choroby nowotworowej przewodu pokarmowego. Pochowany został na cmentarzu Rakowickim (kwatera Al. Główna-między pasami 43 i 45).

## Ordery i odznaczenia
- Krzyż Komandorski Orderu Odrodzenia Polski (pośmiertnie, 11 listopada 1936)[3]
- Order Żelaznej Korony (Austro-Węgry)

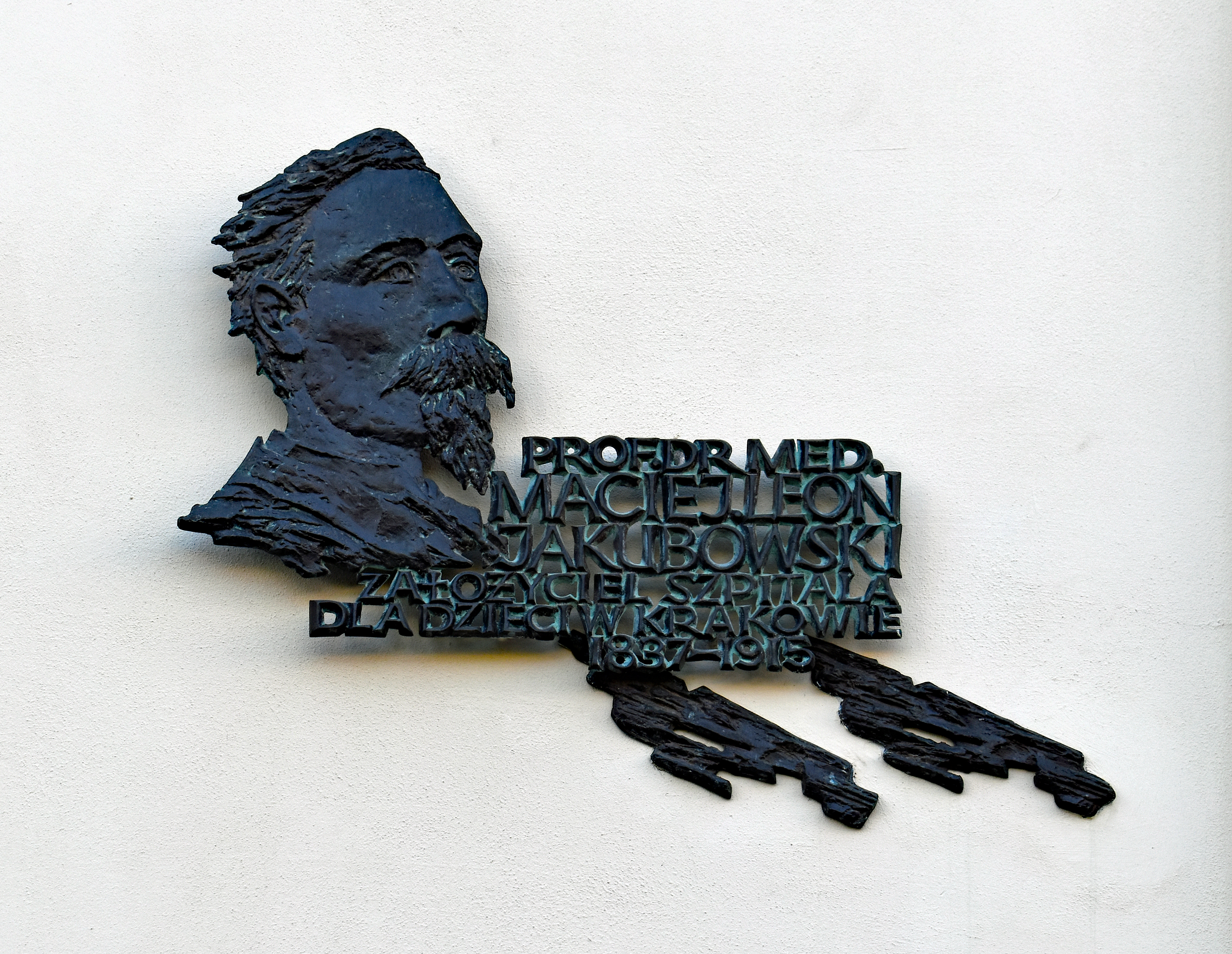
Tablica na budynku Szpitala Dziecięcego św. Ludwika upamiętniająca Macieja Jakubowskiego
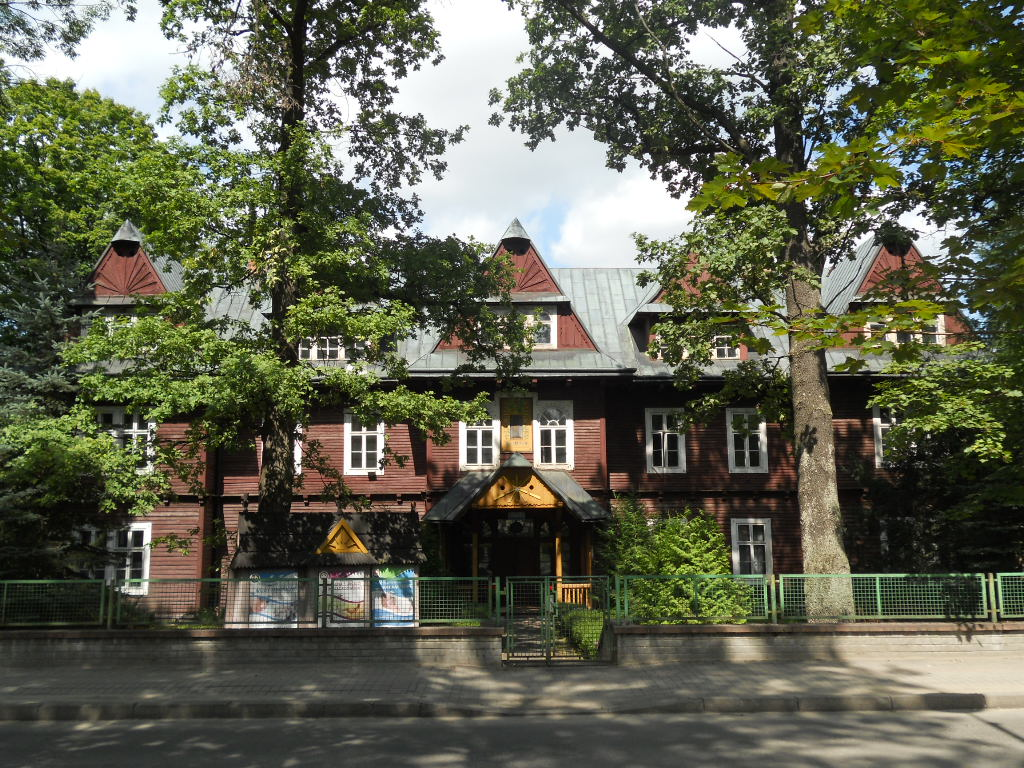
Willa Pod św. Józefem w Rabce, ufundowana przez Jakubowskiego